# Медаль «За визволення Праги»
Меда́ль «За ви́зволення Пра́ги»  — медаль, державна нагорода СРСР. Введена указом Президії Верховної Ради СРСР 9 червня 1945 року. Автор медалі — художники Кузнецов і Скоржинська.

## Опис
Медаль «За визволення Праги» має форму правильного круга діаметром 32 мм, виготовлена з латуні.
На лицьовому боці угорі по колу — напис «ЗА ОСВОБОЖДЕНИЕ», у центрі — «ПРАГИ». У нижній частині — сонце, що сходить, та дві лаврові гілки, з'єднані під п'ятикутною зіркою.
На зворотному боці — дата звільнення Праги «9 МАЯ 1945», нижче дати — п'ятикутна зірочка. Усі написи та зображення на медалі — випуклі.
Медаль за допомогою вушка і кільця з'єднується з п'ятикутною колодочкою, обтягнутою шовковою муаровою стрічкою бузкового кольору шириною 24 мм. Посередині стрічки — подовжня смужка синього кольору завширшки 8 мм.

## Нагородження медаллю
Медаллю «За визволення Праги» нагороджувалися військовослужбовці Радянської Армії, Військово-морського флоту та військ НКВС, які брали участь у визволенні Праги у період з 3 по 9 травня 1945 року, а також організатори і керівники цієї військової операції.
Медаль носиться на лівій стороні грудей, за наявності у нагородженого інших медалей СРСР розташовується після медалі «За визволення Варшави».
На 1962 рік медаллю «За визволення Праги» було проведено понад 395 000 нагороджень.